# Roca Roja (Falset)
La Roca Roja és una muntanya de 594 metres que es troba al municipi de Falset, a la comarca catalana del Priorat.